# يوستا أوغرن
يوستا أوغرن (Gösta Ågren؛ نوكارلبي، 3 أغسطس 1936) كاتب فنلندي ناطق بالسويدية فاز بجائزة فنلنديا في عام 1988 عن كتابه "Jär". قـدّر يوستا أوغرن إنجيل مرقس لقيمته الأدبية ونشر في مجموعته «النجار» (Timmermannen) في إشارة إليه. عـُرف بميوله اليسارية، وهو ما يمكن ملاحظته في عمله حول سيرته الذاتية المتعلقة ب«البروليتاريا» الريفية. شقيقه ليو هو أيضا كاتب.

## روابط خارجية
- يوستا أوغرن على موقع IMDb (الإنجليزية)